# Nguyễn Văn Hùng (Politiker)

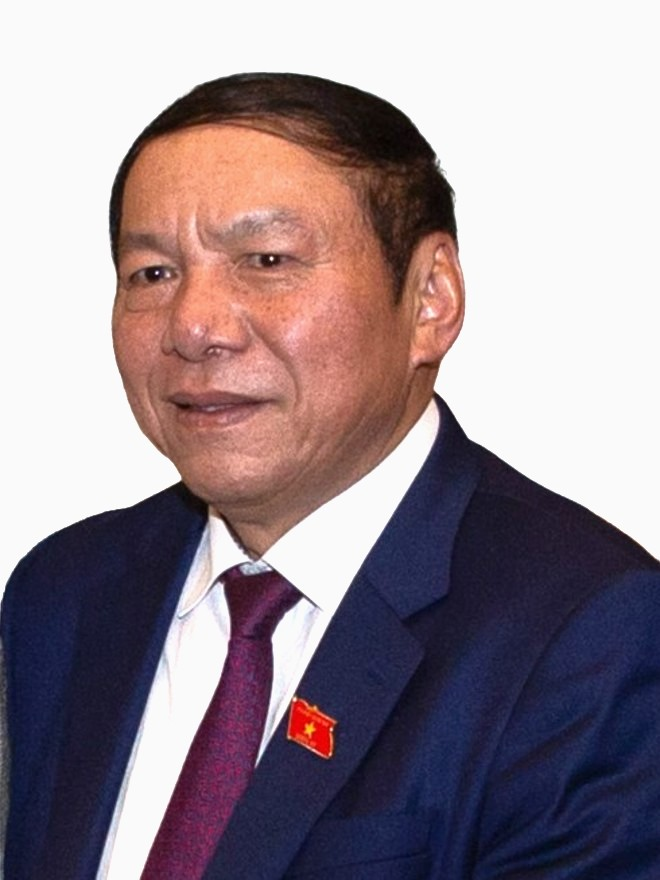
Nguyễn Văn Hùng (25. April 2023)

Nguyễn Văn Hùng (* 20. April 1961 in Trung Nam, Vĩnh Linh, Quảng Trị) ist ein Politiker der Kommunistischen Partei Vietnams KPV (Đảng Cộng sản Việt Nam) in der Sozialistischen Republik Vietnam, der seit 2021 Minister für Kultur, Sport und Tourismus ist.

## Leben
Nguyễn Văn Hùng trat 1979 in die Volksmarine (Hải quân Nhân) ein und absolvierte dort eine Ausbildung im Bereich Finanzbuchhaltung, woraufhin er Logistikassistent im Stab des 5. Marinebataillons war. Danach war er Zugführer im 8. Bataillon der Gruppe 403 im Marinehauptkommando. Nach seiner Entlassung aus der Marine war er zwischen 1983 und 1988 Mitarbeiter und Mitglied des Komitees der Kommunistischen Jugendunion „Hồ Chí Minh“ im Distrikt Bến Hải der damaligen Provinz Bình Trị Thiên sowie zuletzt auch zwischen 1984 und 1988 Mitglied des Ständigen Ausschusses der Jugendunion in diesem Distrikt. Während dieser Zeit absolvierte er von September 1984 und September 1988 auch ein Studium an der Schule der Kommunistischen Jugendorganisation und war dort Leiter der Parteidelegation sowie Vize-Sekretär des 3. Parteikomitees. Im Anschluss fungierte er zwischen 1988 und 1989 als stellvertretender der Kommunistischen Jugendunion sowie als Vize-Sekretär der Jugendunion in der Parteiorganisation der Volksregierung der Provinz Bình Trị Thiên. Er wurde 1989 in der neugeschaffenen Provinz Quảng Trị Mitglied des Komitees der Jugendorganisation, stellvertretender Leiter der Abteilung Bewegung und Mitglied des Ständigen Ausschusses des Komitees der Jugendunion. Danach fungierte er in der Provinz Quảng Trị als Leiter der Abteilung Bewegung, als Vize-Vorsitzender des Wirtschaftsausschusses sowie als Sekretär der „Hồ Chí Minh“-Jugendunion.
Nguyễn Văn Hùng war zwischen 1997 und 2001 in Personalunion Mitglied des Parteikomitees der Provinz Quảng Trị, Sekretär der Jugendunion, Präsident der Jugendföderation sowie Sekretär des Parteikomitees der Jugendunion in dieser Provinz. Gleichzeitig war er Mitglied der Zentralkomitees (ZK) der „Hồ Chí Minh“-Jugendunion sowie der Vietnamesischen Jugendföderation. Anschließend bekleidete er von 2001 bis 2004 die Funktionen als Ständiger Vize-Vorsitzender der Wirtschaftskommission sowie Sekretär des Parteikomitees der Wirtschaftskommission des KPV-Komitees der Provinz Quảng Trị. Danach war er von 2004 bis 2008 erst Vize-Sekretär des Parteikomitees sowie Vorsitzender des Volkskomitees im Kreis Đa Krông und daraufhin in Personalunion zwischen 2008 und 2011 Vize-Sekretär des Parteikomitees sowie Vorsitzender des Volkskomitees der Stadt Đông Hà. Des Weiteren gehörte er zwischen 2001 und 2011 als Mitglied dem Parteikomitee der Provinz Quảng Trị an. Nach einer darauf folgenden Verwendung als Vize-Sekretär und Mitglied des Ständigen Ausschusses des Parteikomitees übernahm er am 23. September 2015 von Lê Hữu Phúc den Posten als Sekretär des Parteikomitees der Provinz Quảng Trị und behielt diesen bis zum 23. Juli 2020, woraufhin Lê Quang Tùng ihn ablöste. Auf dem darauf folgenden XII. Nationalkongress (20. bis 28. Januar 2016) wurde er erstmals Mitglied des ZK und gehört diesem Parteigremium nach seiner Wiederwahl auf dem XIII. Nationalkongress (25. Januar bis 1. Februar 2021) seither an. Am 30. Juni 2016 wurde er ebenfalls als Nachfolger von Lê Hữu Phúc auch Vorsitzender des Volksrates der Provinz Quảng Trị und bekleidete dieses Amt bis zu seiner Ablösung durch Nguyễn Đăng Quang am 10. September 2020.
Nachdem Nguyễn Văn Hùng vom 23. Juli 2020 bis zum 8. April 2021 stellvertretender Minister für Kultur, Sport und Tourismus war, wurde er auf der 11. Sitzungsperiode der 14. Nationalversammlung am 8. April 2021 als Nachfolger von Nguyễn Ngọc Thiện selbst zum Minister für Kultur, Sport und Tourismus in das Kabinett von Premierminister Phạm Minh Chính berufen. Seit 2021 ist er zudem auch Präsident des Nationalen Olympischen Komitees (Uỷ ban Olympic Việt Nam).